# بلک فارست گیمز
بلک فارست گیمز (انگلیسی: Black Forest Games) شرکت بازی ویدئویی آلمانی است، که در سال ۲۰۱۲ تأسیس شد.